# Giuseppe Paoli
Giuseppe Paoli detto Mascherino (Pitigliano, 16 marzo 1839 – Pitigliano, 7 giugno 1880) è stato un fantino italiano.
Vinse tre volte il Palio di Siena.

## Carriera
Mascherino esordì al Palio il 2 luglio 1857, vestendo il giubbetto del Leocorno.
La contrada di Pantaneto lo confermò per la successiva carriera di agosto, che Mascherino vinse, malgrado tutti gli altri fantini favorissero l'Oca.
Il secondo successo ebbe luogo il 2 luglio 1865 per la Selva, allorché Mascherino partì in testa alla mossa e condusse l'intera carriera. Negli ultimi metri vanificò il tentativo di recupero di Bachicche, fantino del Nicchio, che superò di poche lunghezze, tanto che i nicchiaioli, a fine Palio, pretendevano a propria volta la vittoria.
La terza affermazione giunse il 15 agosto 1871. Mascherino, con i colori dell'Aquila, all'epoca la contrada nonna, cadde già alla prima curva di San Martino: secondo almeno una cronaca, la caduta fu volontaria, allo scopo di favorire l'Istrice. Tuttavia, la cavalla aquilina Brizzola vinse da scossa la carriera, al termine della quale fu addirittura necessario l'intervento del 46º Reggimento fanteria per scortare il drappellone nell'Aquila, a causa della reazione degli istricialioli, furibondi per la sconfitta.

## Presenze al Palio di Siena
Le vittorie sono evidenziate ed indicate in neretto.
| Palio             | Contrada     | Cavallo                       | Note   |
| ----------------- | ------------ | ----------------------------- | ------ |
| 2 luglio 1857     | Leocorno     | Morello dei fratelli Merlotti |        |
| 16 agosto 1857    | Leocorno     | Baio di G. Merlotti           |        |
| 4 luglio 1858     | Pantera      | Morello di F. Grassini        |        |
| 16 agosto 1858    | Nicchio      | Baio di G. Merlotti           |        |
| 27 aprile 1860    | Aquila       | Morello di S. Franci          |        |
| 2 luglio 1860     | Bruco        | Morello di S. Franci          |        |
| 16 agosto 1860    | Valdimontone | Morello di F. Grassini        |        |
| 2 giugno 1861     | Valdimontone | Morello di O. Gigli           |        |
| 1º giugno 1862    | Valdimontone | Baio di P. Bandini            |        |
| 28 settembre 1862 | Oca          | Baio di P. Mazzarrini         |        |
| 2 luglio 1863     | Valdimontone | Baio di A. Vallecchi          |        |
| 3 luglio 1864     | Lupa         | Baio di F. Bernini            |        |
| 15 agosto 1864    | Onda         | Baio di F. Bianchini          | scosso |
| 2 luglio 1865     | Selva        | Grigio di L. Pisani           |        |
| 2 luglio 1867     | Pantera      | Baio di A. Capperucci         | scosso |
| 2 luglio 1868     | Oca          | Morello di L. Grandi          |        |
| 16 agosto 1868    | Civetta      | Baio di L. Grandi             |        |
| 4 luglio 1869     | Pantera      | Grigio di L. Pisani           | scosso |
| 17 agosto 1869    | Aquila       | Baio di L. Grandi             |        |
| 15 agosto 1870    | Oca          | Baio di F. Grassini           |        |
| 15 agosto 1871    | Aquila       | Brizzola                      | scosso |
| 2 luglio 1872     | Nicchio      | Grigio di A. Cicali           |        |
| 15 agosto 1872    | Aquila       | Morello di A. Franci          |        |
| 17 agosto 1873    | Oca          | Baio di G. Nardi              |        |
| 2 luglio 1874     | Aquila       | Baio di M. Gigli              |        |
| 16 agosto 1874    | Oca          | Morello di N. Turillazzi      | scosso |